# روبرتو سانتوس
روبرتو سانتوس (بالبرتغالية: Roberto Santos‏) هو مخرج برازيلي، ولد في 15 أبريل 1928 في ساو باولو في البرازيل، وتوفي بنفس المكان في 3 مايو 1987.

## وصلات خارجية
- روبرتو سانتوس على موقع IMDb (الإنجليزية)
- روبرتو سانتوس على موقع ألو سيني (الفرنسية)
- روبرتو سانتوس على موقع أول موفي (الإنجليزية)
- روبرتو سانتوس على موقع قاعدة بيانات الفيلم (الإنجليزية)
- روبرتو سانتوس على موقع كينوبويسك (الروسية)